# Tantilla coronadoi
Tantilla coronadoi là một loài rắn trong họ Rắn nước. Loài này được Hartweg mô tả khoa học đầu tiên năm 1944.